# Zhang Jingchu
Zhang Jingchu (chinês simplificado: 张静初, nasceu a 2 de fevereiro de 1980) é uma atriz chinesa.
Nascida no berço de uma família pertencente à classe trabalhadora do campo, Jingchu estudou Inglês na New Oriental em Pequim. Tirado o curso de atriz na Academia Central de Drama em Pequim Zhang Jingchu conseguiu destaque internacional por meio do diretor cinematográfico do filme Peacock, que havia ganho o Urso de Ouro em 2005, como prémio de maior prestígio do Festival de Berlim. Estrela de inúmeros filmes eminentes, nomeadamente Sete Espadas de 2005, dirigido por Tsui Hark; Protégé de 2007, dirigido por Derek Yee; John Rabe de 2008, por Florian Gallenberger e do filme Night and Fog de 2009, por Ann Hui. Zhang foi nomeada um dos Heróis da Ásia pela revista Time em 2005.

## Filmografia

### Filmes e séries de TV
| Ano  | Nome em Inglês                     | Nome em Chinês   | Personagem      |
| ---- | ---------------------------------- | ---------------- | --------------- |
| 2000 | San Shaoye De Jian                 | 三少爺的劍       | Zhu Qianqian    |
| 2001 | Qin Shi Huang                      | 秦始皇           | Princess Mindai |
| 2001 | Love Dictionary                    | 愛情寶典之風箏誤 | Zhan Shujuan    |
| 2001 | The Great Love in Your Life        | 你的生命如此多情 | Yan Yu          |
| 2001 | Bu Huijia De Nanren                | 不回家的男人     | Lu Tong         |
| 2003 | Yingxiong                          | 英雄             | Ye Min          |
| 2004 | The 36th Chamber of Shaolin        | 南少林三十六房   | Li Menglin      |
| 2005 | Ziyu Jinsha                        | 紫玉金砂         | Pan Lingyu      |
| 2005 | The Cricket Master                 | 蟋蟀大師         | Xiaocui         |
| 2007 | Rush Hour 3                        | 火拼時速3        | Soo Yung        |
| 2015 | Mission: Impossible - Rogue Nation |                  |                 |
| 2017 | The Adventurers                    | 俠盜聯盟         | Amber Li        |